# Elsa Bernstein
Elsa Bernstein   (Viena, 28 d'octubre de 1866 - Hamburg, 12 de juliol de 1949) va ser una escriptora i dramaturga austríaca - alemanya d'origen jueu.

## Biografia
Elsa Porges va néixer a Viena, filla de Heinrich Porges (que era molt amic de Richard Wagner). Als 10 anys, a degut a la insistència del seu pare, va assistir a la primera actuació completa de quatre òperes de Der Ring des Nibelungen a Bayreuth el 1876, per la qual cosa el seu pare va ser el documental-arxiver especial de Wagner. Elsa era el públic més jove del cicle.
Amb el seu matrimoni amb el periodista Max Bernstein, es va convertir en amfitriona d'un dels salons musicals i literaris més notables de finals del segle xix i principis del segle xx, els assistents de la qual van incloure en diversos moments Gerhart Hauptmann (el fill del qual es va casar amb la filla de Bernstein, Eva), Hugo von Hofmannsthal, Engelbert Humperdinck, Henrik Ibsen, Annette Kolb, Hermann Levi, Gustav i Alma Mahler, Thomas Mann, Rainer Maria Rilke, Richard Strauss, Bruno Walter i Max Weber, entre molts altres.
Va ser educada a Múnic i per un curt període, també a l'escenari. Una aflicció degenerativa dels ulls la va obligar a retirar-se, i des de llavors es dedicà a la literatura dramàtica. Poc després del seu matrimoni el 1892 amb Max Bernstein, va escriure la seva primera obra, "Wir Drei" (anglès: "Nosaltres tres"), que va crear una discussió considerable; alguns la van veure com una dramatització de les visions matrimonials i sexuals de Taine i Zola. (Tot i que va ser escrita sota el pseudònim d'Ernst Rosmer, la seva identitat com autora de l'obra mai va ser secreta.) Les seves properes peces no van emocionar la mateixa atenció pública: "Dämmerung" ("Crepuscle", 1893); "Die Mutter Maria", 1894; "Tedeum" (1896); "Temístocles" (1897); i Daguy Peters .
Però Königskinder (1895), un conte de fades espectacular, va suscitar admiració sense límits. Malgrat la seva trama era simple, la bellesa del tema i la seva poesia van ser tals que com "Der Talisman" de Ludwig Fulda.
Encara que Engelbert Humperdinck no estava satisfet amb el seu primer concert de Königskinder el 1897, un melodrama avantguardista que exigia als seus solistes una tècnica innovadora de "parlar-cantar" (malgrat els reptes de producció, tot i que va gaudir de més de 120 representacions a tot Europa). Bernstein, el 1907, va autoritzar un escenari d'òpera tradicional que va debutar en alemany al Metropolitan Opera de Nova York el desembre de 1910. Aquesta versió encara es realitza avui dia.
Gairebé segur que, a instigació de Winifred Wagner, Bernstein va obtenir un visat de sortida per als Estats Units el 1941, però es va negar a deixar enrere la seva germana Gabriele (que, com Elsa havia perdut gairebé tota la seva vista, havia esdevingut la seva guardiana). Les dues dones van ser transportades a Dachau arribant el 25 de juny de 1942, on Bernstein va ser reconeguda com a autora de Königskinder; com a resultat, les germanes van ser enviades l'endemà a Theresienstadt (on va morir Gabriele). Després del seu alliberament, el 1945 Bernstein va escriure, en una màquina d'escriure especial per a cecs, un detallat compte de la seva reclusió a "Prominentenhaus" del campament, o "Casa dels Notables". El manuscrit va ser descobert per accident i publicat en alemany més de cinc dècades després de la seva mort. Bernstein va morir, als 82 anys, el 1949 a Hamburg-Eimsbüttel. Tot i que està enterrada a la mateixa tomba que el seu marit, el seu nom ja no és llegible a la làmpada compartida.

## Sota el pseudònim "Ernst Rosmer"
- Dämmerung (Play, 1893)
- Wir Drei (Drama, 1893)
- Madonna (Novel·la, 1894)
- Königskinder (drama de conte de fades, 1895; posat en música el 1895 per Engelbert Humperdinck)
- Tedeum (Comèdia, 1896)
- Temístocles (tragèdia, 1897)
- Mutter Maria. Totengedicht in fünf Wandlungen (1900)
- Merete (1902)
- Dagny (drama, 1904)
- Johannes Herkner (Play, 1904)

### Com "Elsa Bernstein"
- Nausikaa (tragèdia, 1906)
- Maria Arndt (Play, 1908)
- Achill (Tragèdia, 1910)
- Das Leben als Drama. Erinnerungen an Theresienstadt (Diari del camp de concentració, publicat pòstumament el 1999)